# Lijsterleeuwerik
De lijsterleeuwerik (Pinarocorys nigricans) is een zangvogel uit de familie Alaudidae (leeuweriken).

## Verspreiding en leefgebied
Deze vogel komt voor in centraal en zuidelijk Afrika en telt twee ondersoorten:
- P. n. nigricans: zuidoostelijk Congo-Kinshasa, noordwestelijk Zambia en zuidwestelijk Tanzania.
- P. n. occidentis: zuidwestelijk Congo-Kinshasa en noordelijk Angola.

## Status
De grootte van de populatie is niet gekwantificeerd maar de soort wordt omschreven als schaars en plaatselijk. Op de Rode lijst van de IUCN heeft deze soort de status niet bedreigd.